# Huey Tlatoani

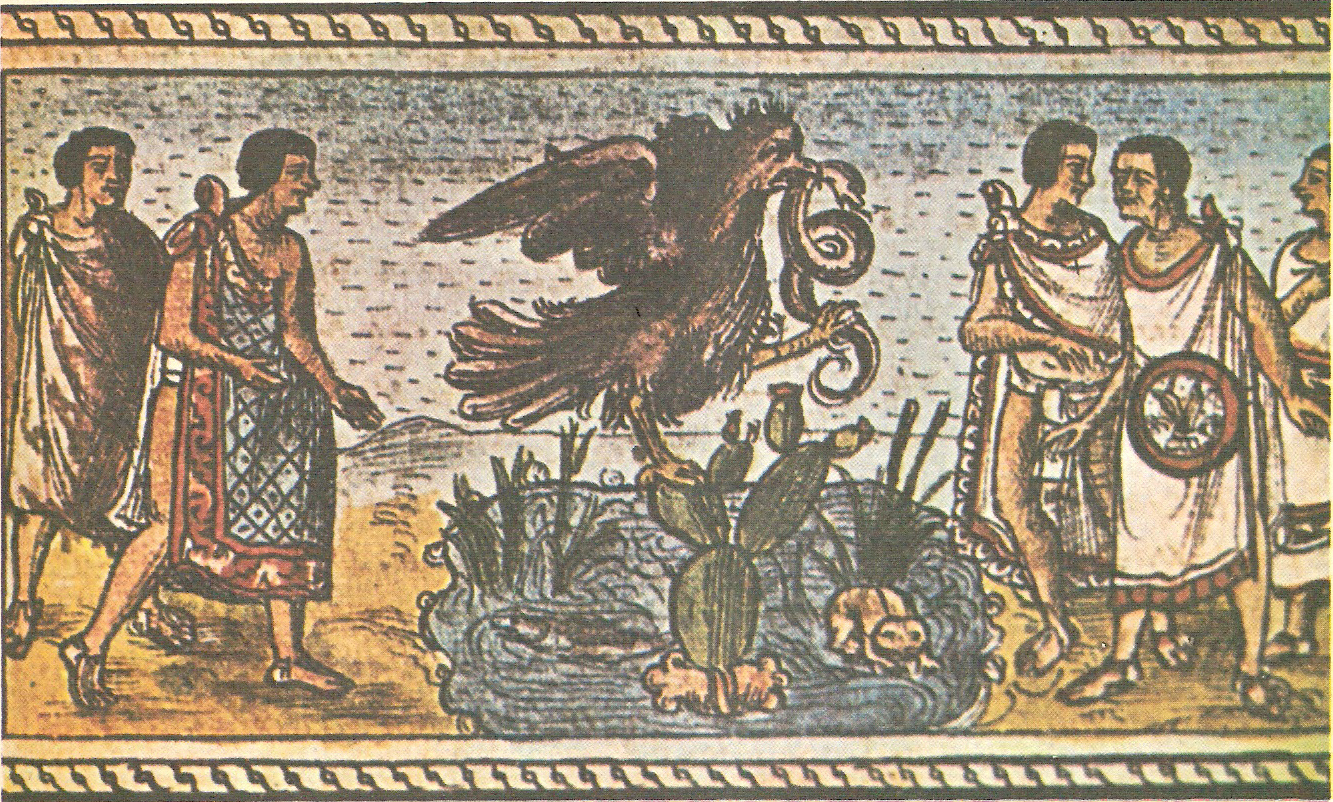
Huitzilopochtli ordenó a los mexicas fundar una ciudad en donde encontraran un águila posada sobre un nopal devorando una serpiente.

Huēi Tlahtoāni (AFI [weː.i t͡ɬaʔtoaːni]) o Weyi Tlahtoani es una expresión náhuatl, usada para denominar a los gobernantes (tlahtoāni, "orador") de la Triple Alianza (México-Tenochtitlan, Texcoco y Tlacopan), quienes ejercían su poder sobre el valle de México. La palabra huēi significa "grande, largo, alto". Huēi Tlahtoāni, por lo tanto, significa "gran gobernante, gran orador". El plural en náhuatl es huēi tlahtohqueh (o huēi tlahtoanih).

## Surgimiento de los tlahtohqueh

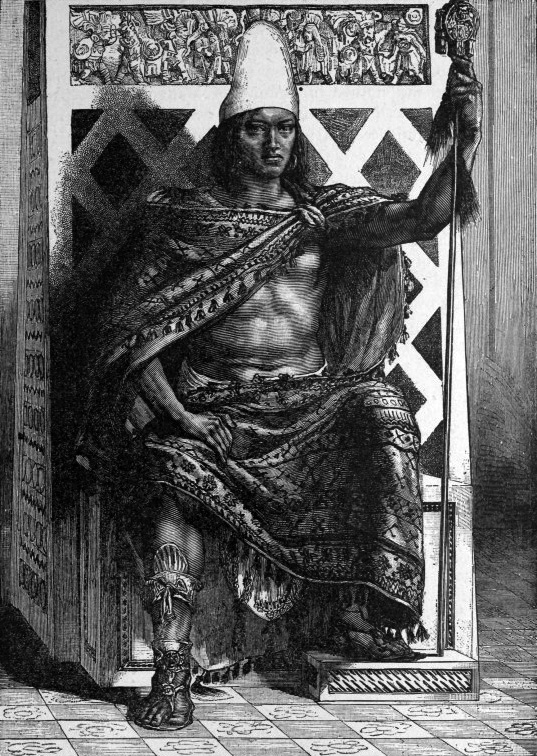
Motekwsomah Xokoyotsin (1466-29 de junio de 1520) Wei Tlahtoani de México-Tenochtitlan (1502-1520). El reinado de Moctezuma presenció la llegada de los españoles.

Mediante la aglutinación de varios tlahtohcāyōtl o "reino" a través de guerras y alianzas se llega a formar un huēi tlahtohcāyōtl o 'gran tlahtohcayotl' (o "imperio") cuya máxima autoridad era el huēi tlahtoāni interpretado como "emperador" o "rey", en el sentido de "rey de reyes". 
El tlatoani era el máximo gobernante, con funciones tanto militares como religiosas. El cargo de tlahtoāni se obtenía en la Tenochtitlan hegemónica por herencia de padre a hijo o a hermano, según el dictado de un consejo integrado por los principales miembros de la propia dinastía gobernante. El segundo gobernante del tlahtohcāyōtl era el cihuācōātl o "mujer-serpiente", que se encargaba de los asuntos cotidianos de la ciudad y sustituía al tlahtoani en situaciones especiales. Tlacaélel fue el cihuācōātl más famoso de Mēxihco Tenōchtitlān.
Antes de que sus líderes se designaran como tlahtoāni, a los gobernantes se les llamaba cuāuhtlahtoh (del náhuatl: el que habla como águila) que se considera equivalente a "jefe de armas" o "caudillo". De acuerdo con algunos registros existieron doce tlatohqueh en México-Tenochtitlan. El primero de ellos, Tenoch, es considerado por muchos una figura mítica, en cualquier caso, más que considerarlo el primer gobernante hay que recordar que es el último caudillo (cuauhtlahtoh).
El último tlatoani independiente, Cuauhtémoc, fue ejecutado el 28 de febrero de 1525 por las tropas españolas al mando de Hernán Cortés cuatro años después de la caída de México-Tenochtitlan. Después de la muerte de Cuauhtémoc le continuaron gobernantes títeres elegidos por los españoles; esto continuó hasta 1565 cuando finalmente el cargo de tlatoani fue abolido.

## Lista de tlahtohqueh mexicas
| Período                            | Nombre en náhuatl                       | Significado en castellano               |
| Cuauhtlahtohqueh 1064-1325         | Cuauhtlahtohqueh 1064-1325              | Cuauhtlahtohqueh 1064-1325              |
| ---------------------------------- | --------------------------------------- | --------------------------------------- |
| 1064-1116                          | Mexih / Huitzilton                      | Liebre magueyera, colibrillo            |
| 1116-1153                          | Cuauhtlequetzqui                        | Águila alzada                           |
| 1153-1167                          | Acacihtli                               | Liebre caña                             |
| 1167-1182                          | Citlalintzin                            | Estrella                                |
| 1182-1184                          | Tzimpantzin                             | Portaestandartes                        |
| 1184-1188                          | Tlazohtzin                              | Apreciado                               |
| 1188-1233                          | Iztacmixcoatzin                         | Serpiente de nubes                      |
| 1233-1272                          | Tozcuecuextli                           | Loro amarillo que se mece               |
| 1272-1299                          | Huehueh Huitzilíhuitl                   | Pluma de colibrí, el Viejo              |
| 1299-1347                          | Ilancuéitl                              | Falda de anciana                        |
| 1347-1363                          | Ténoch                                  | Nopal, tuna de piedra                   |
| Huei Tlahtohqueh 1366-1525         |                                         |                                         |
| 1366-1391                          | Acamapichtli                            | El que empuña la caña                   |
| 1396-1417                          | Huitzilíhuitl                           | Pluma de colibrí                        |
| 1417-1427                          | Chimalpopoca                            | Escudo que humea                        |
| 1428-1440                          | Itzcóatl                                | Serpiente de obsidiana                  |
| 1440-1469                          | Moctezuma I                             | Señor encolerizado, flechador del cielo |
| 1469-1481                          | Axayácatl                               | Cara de agua                            |
| 1481-1486                          | Tízoc                                   | Pierna atravesada                       |
| 1486-1502                          | Ahuízotl                                | Nutria                                  |
| 1502-1520                          | Moctezuma II                            | Señor encolerizado, el más joven        |
| 1520-1520                          | Cuitláhuac                              | Limo del lago                           |
| 1520-1525                          | Cuauhtémoc                              | Águila que desciende                    |
| Tlahtohqueh novohispanos 1525-1565 |                                         |                                         |
| 1525-1526                          | Juan Velázquez Tlacotzin                |                                         |
| 1526-1530                          | Andrés de Tapia Motelchiuh              |                                         |
| 1532-1536                          | Pablo Xochiquentzin                     |                                         |
| 1539-1541                          | Diego Huanitzin                         |                                         |
| 1541-1554                          | Diego de San Francisco Tehuetzquititzin |                                         |
| 1554-1556                          | Regente Esteban de Guzmán               |                                         |
| 1557-1562                          | Cristóbal de Guzmán Cecetzin            |                                         |
| 1563-1565                          | Luis de Santa María Nanacacipactzin     |                                         |

La línea del tiempo de los cuāuhtlahtohqueh presenta dos versiones, debido a que las fuentes son inconsistentes ya que buscaban establecer una secuencia que se adaptara a eventos míticos y políticos. La lista de arriba incluye al "caudillo original", que es más bien un pre-caudillo, simbólico, que connota al arquetípico creador del linaje, es decir su dios tutelar. Este recibió diferentes nombres, dependiendo del cronista, los nombres puden ser: Mexih (Mexihtli), Huitziltzin, Huitzilton, Huitzilopochtli, Tetzauhteotl, Chalchiuhtlatonac e Iztacmixcoatl.
Según el historiador Domingo Chimalpain en su Tercera Relación fueron nueve los cuāuhtlahtohqueh que guiaron durante la migración, entre ellos incluye a Iztacmixcoatzin; aunque en el Memorial de Colhuacan Chimalpain crea una "laguna" de 52 años (1220-1272), creando confusión de las regencias de los cuauhtlahtohqueh, sobre todo porque se contradice con la Tercera Relación, donde empieza el linaje con Cuauhtlequetzqui, dando lugar a considerar a Iztacmixcoatl antes de los iniciadores del "primer linaje mexica", que son Tozcuecuextli (padre) y Huehue Huitzilihuitl (hijo), de este último se dice que asciende a "tlahtoani" en 1272 o en 1278. Esta misma lista defectuosa es compartida en los Anales de Tlatelolco los cuales no ayudan mucho a despejar las incógnitas, por lo que para completar la lista se tomó la mención de Ilancuéitl que aparece en la Historia de los mexicanos por sus pinturas, donde queda establecido que ella gobernaba en 1324.
La siguiente lista que presentamos corresponde completamente a la información proporcionada por Domingo Chimalpain en su Diario. Es sin duda la información más coherente y clara, derivado de su estudio se comprenden las irregularidades de las demás listas.
| Período                    | Nombre en náhuatl          | Significado en castellano  |
| Cuauhtlahtohqueh 1168-1363 | Cuauhtlahtohqueh 1168-1363 | Cuauhtlahtohqueh 1168-1363 |
| -------------------------- | -------------------------- | -------------------------- |
| 1168-1205                  | Cuauhtlequetzqui           | Águila alzada              |
| 1205-1219                  | Acacihtli                  | Liebre caña                |
| 1219-1234                  | Citlalintzin               | Estrella                   |
| 1234-1235                  | Tzimpantzin                | Portaestandartes           |
| 1235-1239                  | Tlazohtzin                 | Apreciado                  |
| 1239-1278                  | Tozcuecuextli              | Loro amarillo que se mece  |
| 1278-1299                  | Huehueh Huitzilíhuitl      | Pluma de colibrí, el Viejo |
| 1299-1363                  | Ténoch                     | Nopal, tuna de piedra      |